# Jangce

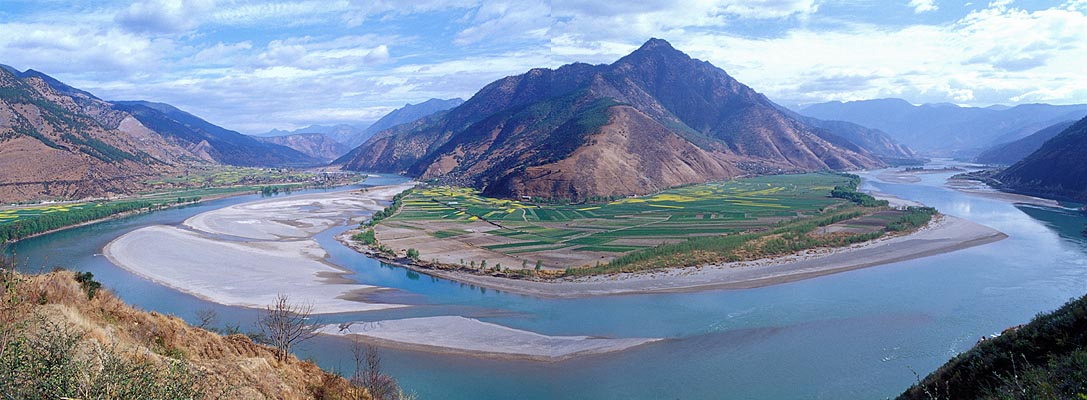
A Jangce első kanyarulata Sikunál (Shigunál) (石鼓), Jünnan (Yunnan) tartományban. A folyó 180 fokos fordulatot vesz, délről északra

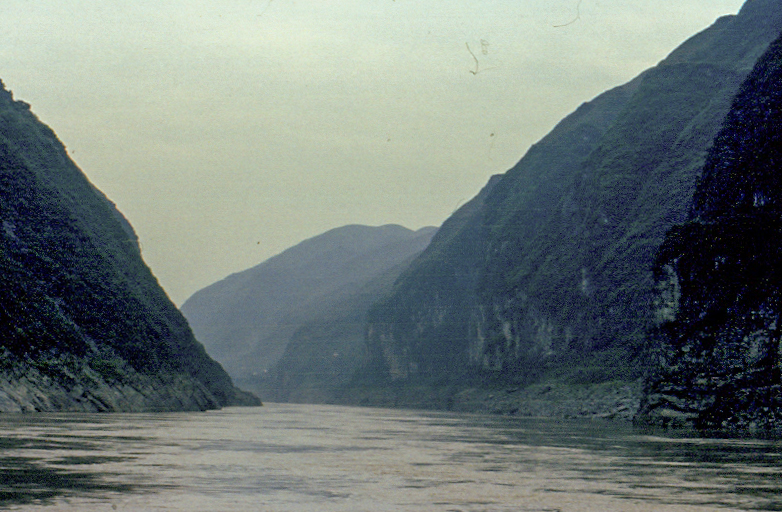
A Három-szurdokban a vízerőmű építése előtt

A Jangce (Yangzi) folyam (egyszerűsített kínai: 长江; tradicionális kínai: 長江; pinjin: Cháng Jiāng, magyar népszerű átírásban: Csang-csiang vagy Jangce-kiang) a leghosszabb folyó Ázsiában; a maga 6342 km-ével az Amazonas és a Nílus után a Föld 3. leghosszabb folyója.
A Csang-csiang (Chang Jiang) név jelentése „hosszú folyó”. A Jangce (Yangzi) név eredetileg csak az utolsó 300–400 km-es szakaszra vonatkozott, hasonlóképpen több más szakasznak van helyi neve. Régi forrásokban Kék folyó néven is ismerték, de ez nem a Csang-csiang (Chang Jiang) vagy a Jangce (Yangzi) fordítása.
Egy kínai mondás szerint: „Aki még nem hajózott fel a Jangcén, az még nem látott semmit a világból”. Ez utal a folyó festői környezetére.

## Vízgyűjtő területe, vízhozama
Főleg Kína középső részének vizeit gyűjti össze. Vízgyűjtője mintegy 1 970 000 km², ezzel a 9. legnagyobb a világon (az Amazonas, a Kongó, a Mississippi-Missouri, az Ob, a Nílus, a Río de la Plata, a Jenyiszej, a Léna és a Niger után).
Közepes vízszállítása a torkolatnál 35 000 m³/s, ezzel a 4. a világon (az Amazonas, a Kongó és az Orinoco után). Ezzel évente mintegy 100 millió tonna oldott anyagot és 400 millió tonna lebegtetett hordalékot szállít a Kelet-kínai-tengerbe.

## Vízrendszere
Tibetben, a Dzsürhen (Jurhen)-hegységben ered, és Csumarlebig (Qumarlébig) nagyjából keletnek folyik. Itt délkeletnek kanyarodik (itt még Tungtien (Tongtian)nek hívják), és hosszú szakaszon Kelet- és Délkelet-Ázsia más nagy folyóival párhuzamosan folyik a Ningcsing-hegységben (Ningjing Shanban). Ennek földtani okai vannak: az Iravádi, a Szalven, a Mekong, a Jangce és a Jalung (Yalong) völgyei egy-egy, egymással párhuzamos redőteknőben alakultak ki, és felső folyásukon ezeket csak keskeny magaslatok választják el egymástól.
Több nagy, éles kanyar után Pancsehua (Panzhihua) és Tungcsuan (Dongchuan) között nagyjából kelet-északkeletnek fordul, és a Vu-hegységen (Wu-hegységen) kelet felé tör át. A Csungking (Chongqing) és Jicsang (Yichang) közötti, több mint 700 km hosszú szakaszát tekintik a Föld legnagyobb áttöréses völgyszakaszának. A meredek szurdokfalba vágták a világ leghosszabb vontatóösvényét, a híres Császár-ösvényt. Jicsang (Yichang)nál mindössze 250 m széles sziklakapun lép ki a síkságra, ahol a meder szélessége több mint 2 km-re nő, a folyó számos mellékágra szakadozik, és egyes mellékágainak vizét csak a mellékfolyók (Jüan (Yuan), Han) vezetik vissza a főágba. A folyó szabályozásának eredményeként szintje jelentősen a környező síkság szintje fölé emelkedett.
Fontosabb városok a Csungking (Chongqing) és Vuhan (Wuhan) közti szakaszon:
- Fuling
- Fengtu (Fengdu)
- Csunghszien (Zhongxian)
- Fengcsie (Fengjie)
- Vusan (Wushan)
- Patung (Badong)
- Cekuj (Zigui)

Fengtu (Fengdu) városának lakóit a Három-szurdok-vízerőmű építése miatt a folyó északi partjáról áttelepítették a déli oldalon épült új városba. A régi város feletti Ming-hegyen lévő, az alvilág isteneinek szentelt régi templomok, kolostorok, szentélyek neve „Fengtu (Fengdu) szellemváros”, ez a kétezres évektől nagy látogatottságú turistaattrakció lett.
A Jangce egyedülálló természeti látványossága volt a 193 kilométer hosszú Három-szurdok, ahol az addig mintegy 500 méter széles folyó 100–150 méterre szűkül össze, és völgyét 500–600 (helyenként akár 1500) méter magas sziklafalak szegélyezik. A nyolc kilométeres Csütang (Qutang)-szoros, a negyven kilométeres Vu (Wu)-szoros és a hetvenöt kilométer hosszú Hsziliang (Xiliang)-szoros Szecsuan (Sichuan) tartományból vezet át Hupej (Hubei) tartományba. A vízerőmű építése nyomán a vízszint 90 méterrel megemelkedett, a szurdokok a duzzasztott tó mélyére kerültek.
Fontosabb városok a Vuhan (Wuhan) és Sanghaj (Shanghai) közti szakaszon:
- Huangsi (Huangshi)
- Csiucsiang (Jiujiang)
- Ancsing (Anqing)
- Tungling (Tongling)
- Vuhu (Wuhu)
- Maansan (Ma'anshan)
- Nanking (Nanking)
- Csencsiang (Zhenjiang)
- Tajhszing (Taixing)
- Nantung (Nantong)

Fontosabb mellékvizei:
- Jalung (Yalong) – bal oldali, Pancsehuánál (Panzhihuánál),
- To (Tuo) – bal oldali, Lucsounál (Luzhounál),
- Csialing (Jialing) – bal oldali, Csungking (Chongqing)nál,
- Vu (Wu) – jobb oldali, Fulingnál,
- Csing (Qing) – bal oldali, Csangjangon (Changyangon) át,
- Jüan (Yuan) – jobb oldali, a Tungting (Dongting)-tavon át,
- Ce (Zi) – jobb oldali, a Tungting (Dongting)-tavon át,
- Hsziang (Xiang) – jobb oldali, a Tungting (Dongting)-tavon át,
- Han – bal oldali, Vuhan (Wuhan)nál,
- Kan (Gan) – jobb oldali, a Pojangi (Poyangi)-tavon át,
- Nagy-csatorna – bal oldali, Jangcsounál.

A Jangce torkolatánál, a Kelet-kínai-tengernél ötvöződnek a delta- és a tölcsértorkolat jellegzetes vonásai. A főág tölcsérszerű kiöblösödésének és kimélyülésének oka az igen erős árapály, amelynek dagályhulláma több méter magasra emelkedő vízfalként hatol be az elkeskenyedő öblökbe és folyótorkolatokba, elszállítva az ott felhalmozódó hordalék túlnyomó részét. A szökőárként betörő és a folyón messze felhatoló dagályhullámról azt "özönárnak" nevezve Cholnoky Jenő adott kitűnő leírást. A delta lapályából kiemelkedő kisebb-nagyobb dombok egykor a tenger szigetei voltak.

## Vízjárása
A Jangce vízjárása rendkívül egyenetlen. A főág és környékének monszunesőkből táplálkozó áradásai időben gyakran egybeesnek a Himalája felől érkező ágak hóolvadás táplálta áradásaival. Ilyen esetekben Vuhan (Wuhan)nál a nagyvíz szintje 15 méterrel nő a kisvíz szintje fölé. Ráadásul a szorosok fölött az árhullámok erősen visszaduzzadnak. A Jangce Jicsang (Yichang) fölötti szorosaiban a kis- és a nagyvíz szintjének különbsége a Három-szurdok-vízerőmű megépítése előtt elérte a 60 métert, a Fujtató-szorosban a 80 métert is. A történelmi időkben a Jangce pusztító áradásai mintegy ötven évenként öntötték el a Kínai-alföld jelentős részét. Az írásos emlékek szerint legjelentősebb ilyen áradás i.e. 2297-ben volt, amikor egy időben áradt ki a Jangce és a Sárga-folyó, elborítva gyakorlatilag az egész síkságot. Az alsó szakaszon a pusztító árvizek ritkábbak voltak, mert a Vuhan (Wuhan) környéki tavak segítségével a vízszint jelentősen szabályozható.

## Hasznosítása
Vizét főleg öntözésre és energiatermelésre használják. 2006-ban épült fel a Három-szurdok-vízerőmű, a világ legnagyobb ilyen létesítménye. Megépítését indokolta a folyó egyenetlen vízjárása is.
A Vuhan (Wuhan) alatti, 1100 km hosszú szakaszán tengerjáró hajókkal is, onnan tovább Csungking (Chongqing)ig, összesen 2253 km-en kisebb járművekkel hajózható, ezért Kína folyami kereskedelmi forgalmának 60–70%-át a Jangcén szállítják.
A folyó felett ível át a világ legnagyobb vasbeton ívhídja, a Vanhszien (Wanxian) híd.

## Élővilága
A kínai folyamidelfin a kihalás szélére került, többek között az erőmű megépítése miatt is.

## Magyar vonatkozása
Cholnoky Jenő 1896-ban Kínába utazott, hogy felderítse a Sárga-folyó és a Jangce (Yangzi) mederváltozásainak okait, körülményeit.
Kompolthy Jób a 20. század elején 11 évig élt a folyó mellett. Számos alkalommal hajózott rajta le, ezzel kapcsolatos élményeiről szól a "Tíz év Kínában" című könyve.